# Латгальская партия
Латгальская партия (латыш. Latgales partija) — латвийская региональная политическая партия.
Учредительный съезд партии, на котором присутствовали 222 человека, состоялся 1 июня 2012 года в Прейли. В Латвийский регистр политических партий и организаций Латгальская партия внесена 28 августа 2012 года. С февраля 2014 года лидером является председатель Даугавпилсской городской думы Янис Лачплесис. Заместителем председателя является депутат XII, ХIII Сейма Алдис Адамович. Партия создана с целью защиты интересов и решения проблем Латгальского региона (юго-восточная часть Латвии). В программе партии предусмотрено равномерное развитие регионов страны, поддержка местных предпринимателей, сохранение и развитие культурных традиций. По итогам муниципальных выборов эта политическая организация получила поддержку большинства избирателей в Даугавпилсе, Прейльском, Лудзенском, Риебиньском, Вилякском краях, депутаты от этой партии есть в большинстве самоуправлений Латгалии. Многие самоуправления Латгалии (Даугавпилс, Лудза, Виляка, Аглона, Варкава) возглавляют члены Латгальской партии.
Слоган Латгальской партии: «Вместе — за развитие Латгалии!» (латыш. Kopā Latgales izaugsmei!)
Партия была представлена в парламенте депутатом Алдисом Адамовичем. Коего, в 2022 году по суду в уголовном деле, лишили мандата и права баллотироваться в 14 Сейм. Эго заменила однопартийка Алина Генделе.